# グラフィティ・シックス
グラフィティ・シックス (Graffiti6) はジェイミー・スコットとトミー・Dからなる、英国ロンドン出身のポップ/ロックデュオ。

## メンバー
- ジェイミー・スコット/Jammie Scott -（リードボーカル、ギター、ピアノ、楽曲製作）
- トミー・D /TommyD -（ギター、楽曲製作）

その他ライブの際にサポートプレイヤーが入る。
例)
- ピート・チェリー /Pete Cherry - (ベース)

## 略歴
2008年のロンドンで、後にグラフィティ・シックスとなる二人の活動が始まる。ジェイミー・スコットはグラフィティ・シックス結成以前はソロアーティストとして活動しており、バンドと一緒の"ジェイミー・スコット・アンド・タウン(Jamie Scott and the Town)"名義でもアルバムを一枚発表している。またアリシア・キーズやケリー・クラークソンとツアーをする他、エンリケ・イグレシアス、マイケル・キワヌカ、ワン・ディレクションなどに楽曲提供もしていた。一方のトミー・DもDJトミーとしてジェイ・Z、カニエ・ウエスト、カイリー・ミノーグなどのプロデュースや作曲を手がけていた他、ストリングスアレンジャーとしても活動しており、ノエル・ギャラガー(元オアシス)やマイケル・ジャクソンなどのメジャーアーティストと仕事をしている。
2009年夏に"Stare in to the Sun"が英国のザ・サン紙のテレビキャンペーンに採用されて注目を浴びる。同曲は翌年夏にも続けて採用された。)
2010年の3月にEP "Stone in my heart"を、同年7月にはシングル"Annie You Save Me"をリリース。10月にフルアルバムColoursがN.W. Free Musicから発売される。また同年、英国のガーディアン紙の"New Band of The Day"やLP33による"Artist to Watch"などにノミネートされ、各所で注目がさらに高まる。
2011年4月にキャピトル・レコードと契約。11月にはEP"Free"をリリース。
2012年1月にキャピトル・レコードから"Colours"が再リリースされる。
2013年5月13日に新曲"Wash My Sins"のPVをYoutubeにアップロード。同10月28日には同じく新曲の"Beside You"の歌詞ビデオをYoutubeにアップロード。
2014年4月2ndアルバム "The Bridge"をリリース。
2014年11月にはフロントマンであるジェイミー・スコットのソロアルバム"My Hurricane"がアメリカとカナダ限定で発売予定。

## ディスコグラフィー

### アルバム
- 2010年10月: Colours(英国でN.W.FreeMusicより発売。2012年1月に米国でキャピトル・レコードから再発売される。)
- 2014年4月21日: The Bridgeデジタルリリース。

### EP
- 2010年3月: Stone in my Heart
- 2011年7月: Annie You Save Me - Remix（アナログ盤）
- 2011年10月: Free

## その他
- Graffitiと6の間にスペースが入らない"Graffiti6"が正式である。("Graffiti 6"ではない。)
- ジェイミー・スコットは元々は他人への楽曲提供を志望していたが、デモテープを聞いたSMEから「声がいいので、本人に歌ってほしい」と言われてデビューした。
- ジェイミー・スコットは2006年発表の米国映画ステップ・アップに楽曲提供し、映画にも出演している。
- ジェイミー・スコットは影響を受けたアーティストとしてサイモン・アンド・ガーファンクル、ジェイムス・テイラー 、ディアンジェロ、ダニー・ハサウェイ、スティーヴィー・ワンダー、キャット・スティーブンスなどを挙げており、これらは主に両親のコレクションであった。本人に曰く「幼少期はポピュラーミュージックや流行の音楽を聴かなかった。」
- レコードストアで自分の好きなアーティストをあげる企画があった時、ジェイミー・スコットはボブ・ディラン、ジャクソン・ブラウン、ティム・バックリィ、ジェフ・バックリィ、バンド・オブ・ホーセズ、ザ・ブラック・キーズ、マーヴィン・ゲイ、トミー・Dはジミ・ヘンドリックスを選んでいる。
- ジミ・クレヨン(Jimi Crayon)がアート・ディレクターを務めており、アルバムのアートワーク他、PVの監修も担っている。
- トミー・D(Tommy D)という名前のポルノ男優がいる。